# Bonneville-Aptot
Bonneville-Aptot is een gemeente in het Franse departement Eure (regio Normandië) en telt 169 inwoners (1999). De plaats maakt deel uit van het arrondissement Bernay.

## Geografie
De oppervlakte van Bonneville-Aptot bedraagt 7,3 km², de bevolkingsdichtheid is 23,2 inwoners per km².
De onderstaande kaart toont de ligging van Bonneville-Aptot met de belangrijkste infrastructuur en aangrenzende gemeenten.

## Demografie
Onderstaande figuur toont het verloop van het inwonertal (bron: INSEE-tellingen).